# 렌빌 협정
렌빌 협정(Renville Agreement)은 동남아시아 식민지를 재건하려던 네덜란드와 인도네시아 독립을 추구하던 인도네시아 공화국 간에 인도네시아 독립 전쟁 중 유엔 안전 보장 이사회의 중재로 이루어진 정치 협정이다. 1948년 1월 17일에 비준된 이 협정은 1946년 링가자티 협정 이후 발생한 분쟁을 해결하려는 실패한 시도였다. 이 협정은 최전선의 네덜란드군 위치를 연결하는 인위적인 선인 "반 모크 선"이라고도 불리는 현상 유지선(Status Quo lijn)을 따라 휴전을 인정했다.
이 협정은 자카르타 만에 정박해 있는 동안 협상이 진행된 배인 USS 렌빌의 이름을 따서 명명되었다.

## 배경

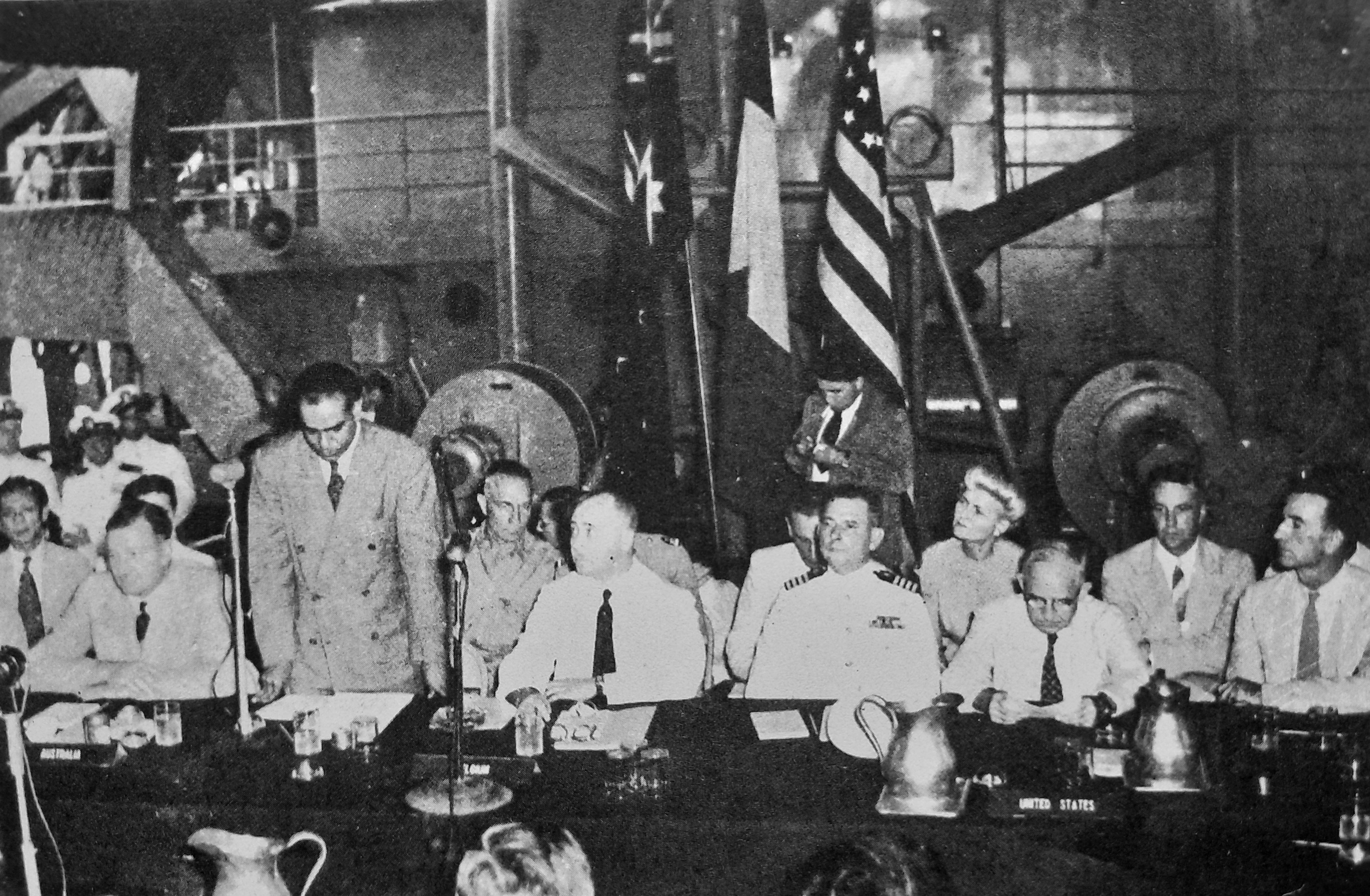
1947년 12월 8일 USS 렌빌에서 진행 중인 협상

1947년 8월 1일, 네덜란드와 인도네시아 공화국군 간의 휴전을 요구하는 유엔 안전 보장 이사회에서 오스트레일리아 결의안이 통과되었다. 네덜란드 총독 반 무크는 8월 5일 휴전 명령을 내렸다.
8월 25일, 안전 보장 이사회는 네덜란드-인도네시아 분쟁을 평화적으로 해결하는 데 도움을 주기 위해 안전 보장 이사회가 선의의 사무를 제공해야 한다는 미국이 제안한 결의안을 통과시켰다. 이 지원은 세 명의 대표로 구성된 선의의 사무 위원회(CGO, 인도네시아에서 현지에서 "삼각 위원회"(인도네시아어: Komisi Tiga Negara, KTN, 현재의 삼각 위원회와 혼동하지 말 것)라고 알려짐) 형태로 이루어질 것이다. 네덜란드가 임명한 한 명, 인도네시아가 임명한 한 명, 양측이 합의한 세 번째 대표였다. 네덜란드는 벨기에에서 대표를 선택했고, 인도네시아는 오스트레일리아에서 대표를 선택했으며, 양측은 세 번째 위원으로 미국에 동의했다.
며칠 후인 1947년 8월 29일, 네덜란드는 휴전 시점을 기준으로 자신들이 보유한 지역의 범위를 표시한다고 주장하며 반 무크 선을 선언했다. 그러나 네덜란드는 네덜란드가 재진입하지 않은 인도네시아 지역을 포함시켰다. 공화국은 자바의 약 3분의 1과 수마트라 섬 대부분을 남겨두었지만, 공화국군은 주요 식량 재배 지역과 단절되었다. 이후 네덜란드 봉쇄는 무기, 식량, 의복이 공화국군에 도달하는 것을 막았다.

## 협상 시작
양측 간의 회담 장소에 대한 오랜 논의가 있었다. 네덜란드는 인도네시아에서 협상이 이루어지기를 원했지만, 인도네시아인들은 네덜란드군의 위협을 받는 동안 회의를 해야 했기 때문에 이를 거부했다. 해외 장소와 미국 전함을 고려한 후, 미국 국무부 차관보 딘 러스크는 인도네시아로 가져와 자카르타 만에 정박시킨 비무장 수송선 USS 렌빌을 사용할 것을 제안했다. CGO의 첫 번째 공식 회의는 1947년 12월 8일에 시작되었다.
공화국 대표단은 인도네시아 총리 아미르 샤리푸딘이 이끌었고, 요하네스 라이메나가 그의 대리인이었다. 네덜란드 측에서는 대표단이 일본이 네덜란드령 동인도를 침략했을 때 식민지 행정부와 함께 떠났고 전쟁 후 네덜란드령 동인도 민정부에서 일했던 인도네시아인인 공무원 라덴 압둘카디르 위조아모조 대령이 이끌었다.
협상이 교착 상태에 빠지자 12월 26일, CGO는 반 무크 선을 군사 경계로 하는 휴전을 요구하는 제안인 "크리스마스 메시지"를 발표했다. 그러나 네덜란드군은 1947년 7월 군사 작전 이전의 위치로 철수하고, 공화국군은 해당 지역으로 돌아갈 때 민간 행정을 인수할 것이다. 인도네시아 측은 제안을 전부 수용했지만, 네덜란드는 부분적인 동의만 하고 12가지 반대 제안을 제시했다. 이 중에는 사람들이 미래의 인도네시아 연방과의 관계를 결정하기 위해 자유 선거를 실시하고 양측 모두 집회와 언론의 자유를 보장해야 한다는 요구도 있었다. 네덜란드는 철군이나 자신들의 통제하에 반환된 지역의 인도네시아 민간 행정을 받아들이지 않았다. 네덜란드는 또한 협정에 대한 국제적인 관찰을 반대했다.

## 협상 외 네덜란드의 압박
12월 19일, 네덜란드 총리는 메단을 방문하여 빠른 해결이 있어야 하며 "만약 이 마지막 호소, 이 마지막 호소가 이해되지 않는다면 매우 유감스러울 것"이라고 말했다. 열흘 후, 반 무크는 동수마트라 주의 설립을 발표하여 네덜란드가 연방 국가 설립을 진행하고 있음을 시사했다. 그런 다음 1948년 1월 4일, 네덜란드는 인도네시아 10개 지역에서 선발한 대표자 회의를 조직했다. 이 대표자들은 인도네시아 연방 설립을 기다리는 동안 임시 연방 정부를 구성하기로 합의했다. 인도네시아 공화국은 소수 파트너로 참여하도록 초청되었다.

## 협정

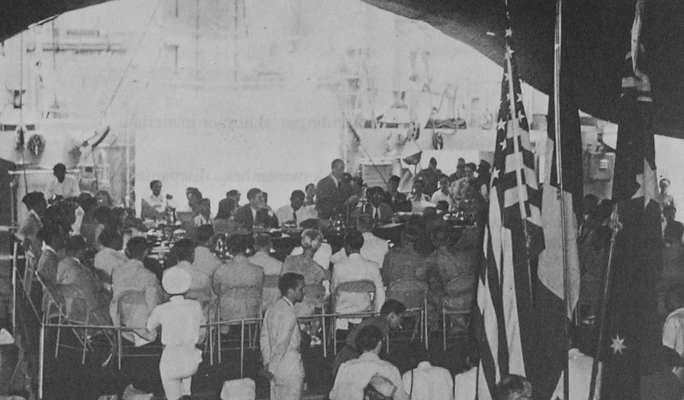
네덜란드와 인도네시아 공화국군 사이의 USS 렌빌에서 진행 중인 협상

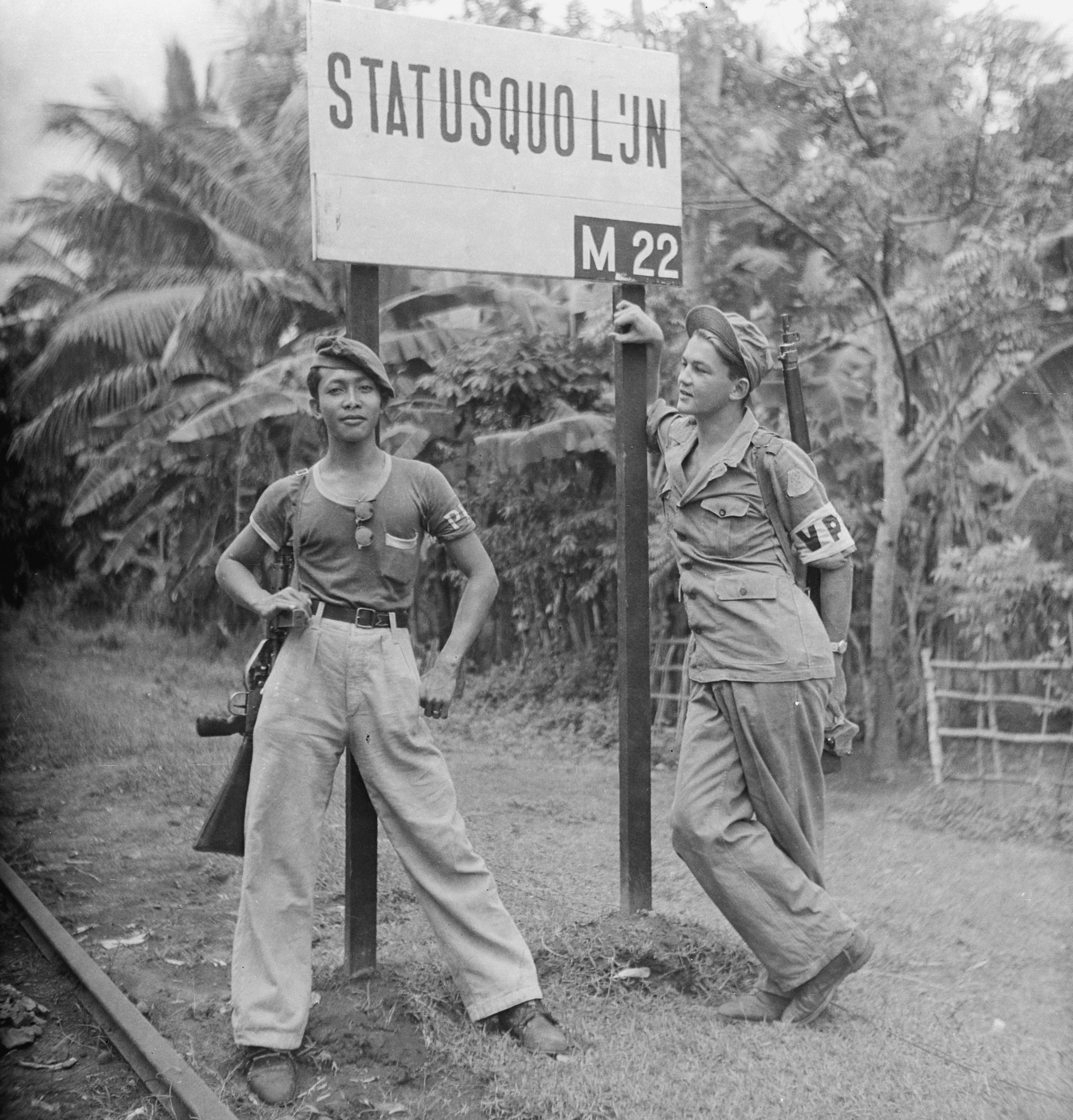
"Status Quo Line" (반 무크 선), 1948년 2월 12일

1월 9일, 네덜란드 대표단은 인도네시아 측이 3일 이내에 제안을 수락하지 않으면 정부에 추가 지시를 요청할 것이라고 말했다. CGO는 네덜란드로부터 온 12가지 제안에 대응하기 위해 6가지 원칙을 제시했다. 그 조항 중에는 네덜란드 주권이 인도네시아 연방으로 이전될 때까지 계속될 것이며, 인도네시아 공화국이 그 구성 요소가 될 것이라는 것, 임시 연방 국가 정부에서 각 구성 요소에 대한 공정한 대표권, 6개월 이내에 사람들이 자신의 지역을 인도네시아 공화국 또는 인도네시아 연방으로 원하는지 묻는 국민 투표, 헌법을 작성하기 위한 제헌 회의 등이 있었다. 또한 모든 주에서 RIS에 가입하지 않을 자유가 있을 것이다.
네덜란드 측은 공화국이 1월 12일 마감일까지 그들의 원래 12가지 제안과 함께 이를 수락하면 이러한 제안을 수락할 것이라고 말했다. 마감일이 48시간 연장되고 네덜란드 제안을 명확히 하기 위한 논의 후, CGO의 미국 위원인 프랭크 그레이엄 박사는 미국이 영향력을 사용하여 네덜란드가 합의한 측면을 지키도록 보장할 수 있다고 말하면서 공화국을 설득하여 수용하게 했다. 인도네시아 측은 또한 지역에서 국민 투표를 실시하면 친 공화국군이 승리할 것이며 연방 정부를 장악할 수 있을 것이라고 생각했다. 그레이엄은 또한 아미르 샤리푸딘에게 미국이 자유 인도네시아 재건을 돕기 위해 원조를 제공할 것이라고 말했다.

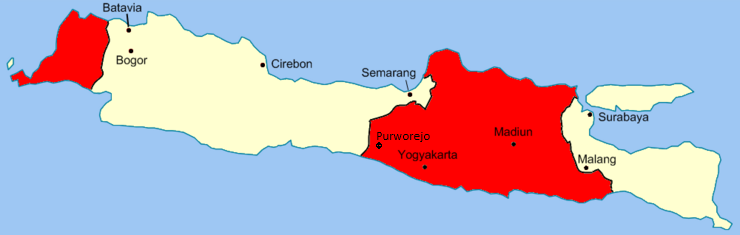
자바의 반 무크 선. 빨간색 영역은 공화국의 통제하에 있었다.

처음에 수카르노 대통령과 하타 부통령은 협정에 반대했지만, 탄약 부족 보고를 듣고 협정이 서명되지 않으면 네덜란드가 다시 공격할까 봐 걱정한 후 동의했다. 그들은 또한 전투가 계속되면 상당한 민간인 및 군인 사상자에 대한 책임을 지는 것을 꺼렸다. 네덜란드와 공화국 측이 반 무크 선을 따라 휴전하고 CGO와 네덜란드가 제시한 제안에 동의한 후, 1948년 1월 17일 USS 렌빌의 함수 갑판에서 협정이 서명되었다.

## 결과
네덜란드와 공화국 간의 외교적 노력은 1948년과 1949년 내내 계속되었다. 국내외 정치적 압력으로 인해 목표를 설정하려는 네덜란드의 시도가 방해를 받았다. 마찬가지로 공화국 지도자들은 사람들을 설득하여 외교적 양보를 받아들이게 하는 데 큰 어려움에 직면했다. 1948년 7월까지 협상은 교착 상태에 빠졌고 네덜란드는 반 무크의 연방 인도네시아 개념을 향해 일방적으로 추진했다. 남수마트라와 동자바의 새로운 연방 주가 만들어졌지만 어느 쪽도 실행 가능한 지원 기반을 갖지 못했다. 네덜란드는 연방 국가의 지도부로 구성된 기구인 Bijeenkomst voor Federaal Overleg (BFO)(또는 연방 자문 회의)를 구성하고 1948년 말까지 인도네시아 연방과 임시 정부를 구성하는 임무를 맡겼다. 그러나 네덜란드 계획에는 이미 정의된 소수 역할에 동의하지 않는 한 공화국을 위한 자리가 없었다. 나중 계획에는 자바와 수마트라가 포함되었지만 공화국에 대한 언급은 모두 삭제되었다. 협상의 주요 걸림돌은 네덜란드 고등 대표와 공화국군 사이의 힘의 균형이었다.
네덜란드와 공화국 사이의 상호 불신은 협상을 방해했다. 공화국은 두 번째 주요 네덜란드 공세를 두려워했고, 네덜란드는 렌빌 선의 네덜란드 측에서 계속되는 공화국 활동에 반대했다. 1948년 2월, 나수티온이 이끄는 공화국군 실리왕이 사단이 서자바에서 중부 자바로 이동했다. 재배치는 수라카르타 지역에서 사단을 포함한 내부 공화국 긴장을 완화하기 위한 것이었다. 그러나 이 사단은 슬라멧 산을 건너는 동안 네덜란드 군대와 충돌했고, 네덜란드는 이것이 렌빌 선을 넘는 체계적인 병력 이동의 일부라고 믿었다. 이러한 침입이 실제로 성공할 것이라는 두려움은 네덜란드가 설립한 파순단 주에 대한 명백한 공화국의 방해와 부정적인 보고와 함께 네덜란드 지도부가 점점 더 통제력을 잃고 있다고 여기게 되었다.

## 같이 보기
- 인도네시아 독립 전쟁의 연표
- 네덜란드 경찰 작전
- 링가자티 협정
- 원탁 회의

## 참고 자료
- Ide Anak Agung Gde Agung (1973) Twenty Years Indonesian Foreign Policy: 1945–1965 Mouton & Co ISBN 979-8139-06-2
- Fischer, Louis (1959). 《인도네시아 이야기》. 런던: Hamish Hamilton.
- Kahin, George McTurnan (1952), 《인도네시아의 민족주의와 혁명》, 코넬 대학교 출판부
- Reid, Anthony (1974). 《인도네시아 독립 혁명 1945–1950》. 멜버른: Longman Pty Ltd. ISBN 0-582-71046-4.